# Rue des Néfliers
La rue des Néfliers (en néerlandais : Mispelaarsstraat) est une rue bruxelloise  formant la limite des communes d'Auderghem et de Watermael-Boitsfort. Elle est perpendiculaire à la rue des Pêcheries sur une longueur de 150 mètres.

## Historique et description
Ce chemin figure déjà sur la carte de Ferraris (1771). Il reliait l’actuelle rue des Pêcheries à l’ancien Houtweg. Il était long d'environ 900 m, et traversait alors le Chemin des Meuniers.
L'Atlas des Communications Vicinales de Watermael-Boitsfort (1843) lui attribua le n° 21, sous le nom de Steenstraet (rue des Pierres). Il avait alors une largeur de 3,30 m. 
Auderghem devint autonome en 1863 et cette partie de rue allait servir de limite entre les deux communes. Les maisons portant les numéros impairs sont situées sur le territoire d’Auderghem.
La construction du chemin de fer Bruxelles-Tervuren (opérationnel en 1881) allait fortement raboter la Steenstraet.
Sous impulsion de Watermael-Boitsfort, elle changea de nom en 1911, afin d'éviter des doublons en région bruxelloise. Elle adopte le nom de rue des Néfliers, bien qu'il n'en ait jamais eu dans cette rue.
Sur les plans de rue d'antan, cette rue débouche sur l'avenue Charles Michiels, située plus haut. En réalité, elle finit à l’avenue des Ablettes. La section située entre cette dernière et l’avenue Michiels donne encore de nos jours une image de ce que fut ce très vieux chemin n° 21.
- Premier permis de bâtir délivré le 16 décembre 1927 pour les n° 17 et 19.

## Situation et accès
| ___ | Ce site est desservi par la station de métro : Beaulieu. |